# Sony Entertainment Network
Sony Entertainment Network (SEN) war ein Service, welcher digitale Medien zusammenfasste und zum Abruf bereitstellte. Der Service wurde von Sony Corporation gegründet.
Mit SEN hatte man Zugriff auf Dienste, einschließlich PlayStation Network für Spiele, Video Unlimited für Film und TV, Music Unlimited für Musik und PlayMemories um Videos zu teilen.
2015 wurde das Sony Entertainment Network vom PlayStation Network abgesetzt.

## Dienste

### Video Unlimited
Video Unlimited erlaubte es Nutzern Videos bzw. Filme zu kaufen oder auszuleihen. Die Käufe konnten online über den Sony Entertainment Network Store abgewickelt werden. Nutzbar waren die gekauften Inhalte auf der PlayStation 3 und PlayStation 4 und der PlayStation Vita, als auch auf vielen Sony Blu-ray Disc-Geräten und Bravia TVs, oder auf der Xperia Smartphone- und Tabletapp.
Der Service bot Kunden mit einem einfachen Weg neue Filme und TV-Serien zu entdecken. Durch die breite Auswahl an Optionen konnte man zwischen neuen Filmen oder klassischen Filmen wählen, oder eine TV-Serie schauen, welche von den kompatiblen Video Unlimited-Geräten unterstützt wurde. Video Unlimited wurde später zu PlayStation Video umbenannt.

### Music Unlimited
Music Unlimited war ein Cloud-basierter Musikdienst, welcher zuletzt in 19 Ländern verfügbar war. According to Sony, the music catalog contains 25 million songs.
Es gab zwei Abonnement-Möglichkeiten: Zugriff, welcher es erlaubte, Musik auf dem Mac, PC, der Playstation 4 oder Playstation 3 zu hören; und Premium, welcher die Verfügbarkeit auf Mobilgeräten und Walkman-Player als auch Blu-ray-Player and BRAVIA TVs hinzufügte.
Laut Sony waren zuletzt über 30 Millionen Songs für Mobilgeräte und Benutzer der Playstation verfügbar. Wie jeder andere normale Musik-Streaming-Dienst erlaubte Music Unlimited das Erstellen von Playlist, das finden von neuen Songs und Songs zu hören, die für dich empfohlen wurden.
Ein spezielles Feature, das Music Unlimited auszeichnete, ist die Möglichkeit, die Musik während eines Spieles auf der PlayStation 4 zu hören.
Sony Entertainment Network bot eine 30-tägige Testversion für neue Kunden an. Der Service bot zwei Abonnements. Ein Premium-Abonnement, welches damals $12,99/Monat kostete, und ein Access-Abonnement, welches damals $7,99/Monat kostete.
Beide Abonnements bieten verschiedene Möglichkeiten. Das Premium-Abonnement erlaubte den Zugriff auf jede Funktion, welches den Zugriff auf jedem unterstützten Gerät erlaubte, hingegen das Access-Abonnement lediglich die PS4, PS3 und PC bzw. Mac unterstützte. Although the service provides high quality music through an internet connection, offline playback has been reported to be of not as good quality.
Auch dieser Service wurde von Music Unlimited zu PlayStation Music umbenannt.

### PlayStation Store
Der PlayStation Store, welcher weltweit in 51 Länder verfügbar ist, ist ein Service, welcher von Sony für PlayStation-Benutzer erstellt wurde.
Nutzer können Spiele und Inhalte für ihre PlayStation 3, Playstation, PC, Tablet und Smartphones erwerben.
Auch Vorbestellungen sind über dem PlayStation Store möglich.
Der PlayStation Store ist ein beliebter Weg um Downloadable Content (DLC) und Spiele Add-Ons für dein aktuelles und bereits gekauftes Spiel zu erwerben.
Der PlayStation Store macht es Spielern außerdem möglich, Spiele für eine bereits erschienene PlayStation-Konsole zu erwerben.
„Cross-Buy“ erlaubt Besitzern einer PlayStation, Spiele zu erwerben, und dieses dann auf ihrer aktuellen Konsole zu spielen und die Möglichkeit dieses auch auf der PS3, PS4 und PS Vita zu spielen.

## Plattformen
Sony Entertainment Network war auf den meisten Sony-Plattformen verfügbar. Dies beinhaltete die PlayStation 4, PlayStation 3, PlayStation Portable, PlayStation Vita, PlayStation Mobiltelefone, Sony Tablet S, Sony Tablet P, BRAVIA HDTV, Sony Internet TV, Xperia, Walkman, Microsoft Windows, iOS und Mac OS X. Die BRAVIA HDTV-Fernsehgeräte benutzten Sony Entertainment Network als eines ihrer Hauptentertainmentsysteme. Benutzer hatten vollen Zugriff auf die Dienste, die Sony Entertainment Network enthielt.

## Sony Entertainment Network Store
Das Interface des Entertainment Network Store war in verschiedene Abschnitte gruppiert, in denen Benutzer in der Lage waren, sowohl die Top-bewerteten Spiele, zuletzt erschienene Filme und DLC zu sehen, als auch Deals und Angebote für PlayStation Plus einzusehen.
Im oberen Teil des Interfaces wurden Spiele, Filme und TV-Serien dargestellt. Der Store war ein grundlegendes Element, bei denen Nutzern nach verschiedenen Filmen, Spielen oder anderen Medien suchen können.

### Spiele
Die Spielauswahl verfolgte alle Spiele, die im Sony Entertainment Store angeboten wurden.
Benutzer konnten Spiele kaufen, die sie für die PlayStation-Konsolen nutzen möchten.

## Support
Die Sony Entertainment Network Website bot verschiedene Support-Wege für Kunden mit einem Abonnement. Der Support half bei Fehlern bei Sony Entertainment Network Diensten. Eine empfohlene Methode für schnelle Hilfe waren die FAQ’s,. Außerdem gab es ein Kundentelefon in unterschiedlichen Ländern mit unterschiedlichen Telefonnummern, die angerufen werden konnten. Es gab 16 Länder, für die die Telefon-Hotline verfügbar war.
Wartungsarbeiten wurden durchgeführt, um sicherzustellen, dass der Sony Entertainment Network stets up to date ist und immer effizient arbeitete.

## Sony Entertainment Network Blog
Das Sony Entertainment Network hatte einen Blog, in denen Nutzer in der Lage waren, aktuelle Inhalte rund um das Netzwerk zu lesen.
Ein Nutzer konnte lesen, welche Filme demnächst zu Video Unlimited hinzugefügt werden, als auch Rezensionen zu verschiedenen TV-Serien oder Filmen, die im Sony Entertainment Network Service „Video Unlimited“ verfügbar waren.
Nutzer mit einem Blogaccount konnten einen Kommentar zu speziellen Filmen schreiben.
Zudem hatten Nutzer Zugriff auf Nachrichten von vergangenen Jahren und Monaten.
Auch der Sony Entertainment Network Blog wurde nun durch den Playstation.Blog ersetzt.